# HD111133
HD111133 — хімічно пекулярна зоря спектрального класу A1, що має видиму зоряну величину в смузі V приблизно  6,3.
Вона  розташована на відстані близько 523,5 світлових років від Сонця.

## Фізичні характеристики
Зоря HD111133 обертається 
порівняно повільно 
навколо своєї осі. Проєкція її екваторіальної швидкості на промінь зору становить  Vsin(i)= 18км/сек.
Телескоп Гіппаркос зареєстрував фотометричну змінність  даної зорі з періодом   16,32 доби в межах від  Hmin= 6,33 до  Hmax= 6,29.

## Пекулярний хімічний склад
Зоряна атмосфера HD111133 має підвищений вміст 
Cr
.

## Магнітне поле
Спектр даної зорі вказує на наявність магнітного поля у її зоряній атмосфері.
Напруженість повздовжної компоненти поля оціненої з аналізу
крил ліній Бальмера
становить  996,7± 203,6 Гаус.